# Zight
Zight（ザイチ、広東語: [jɐ́u jìːu.tʰěŋ]、本名：邱 耀鋌（Yau Yiu Ting）。1988年12月26日 - ）は、香港出身のエレクトロニック・ダンス・ミュージック（EDM）ソングライターの音楽アーティスト兼DJ。
ザイチは、2021年にイギリス人歌手のSonna Releと初の国際的なコラボレーション曲である「Fly Away」を発表した。
ラジオ番組のインタビューで、ザイチは自身のステージネームがミドルネーム「light」に由来していることを明かした。彼は当初BeatStarsで「Zight」という別名を名乗っていたが、その理由はユーザー名「light」が他のユーザーによって登録されていたためであった。

## 生い立ち
イギリス領時代の香港で生まれ育った。ライブインタビューで彼は、父親の持つ膨大なレコードとCDの棚について触れ、その中には実に様々なジャンルの洋楽が入っていると語った。その中でも特に好きだったのがユーロダンス、ベンガボーイズ、アクア、2 アンリミテッドといったユーロダンスグループのファンであった。幼い頃からのユーロダンスへの興味が、音楽学校卒業後、エレクトロニック・ミュージック・プロデューサーになるきっかけになったと語る。
香港城市大学にてクリエイティブメディアと音楽制作を学ぶ。在学中、BeatStarsでヒップホップアーティストにビートとリズムを売り始め、そこで初めてザイチをステージネームとして採用した。

## 来歴
大学卒業後、数年に渡り現地のミュージシャンの裏方として音楽制作を行う。2018年、エレクトロニック・ミュージックを学ぶためにロンドンを訪れ、Point Blank Music Schoolで音楽を学ぶ。その後、2020年に初のエレクトロニック・ミュージックのシングル曲「Paradise」をリリース。
2021年にイギリス人歌手のSonna Releと初の国際的なコラボレーション曲である「Fly Away」を発表した。ユニバーサル ミュージック グループの下部組織で、新しいエレクトロニック・ミュージック・アーティストを支援するU-NXTから発表された。MVはウクライナで撮影され、2022年11月現在、YouTube上で170万回以上の再生回数を獲得している。
2021年10月1日、カナダ人歌手のPeter Forestと3枚目のシングル曲「Everybody Keep Running」をリリース。ミュージックビデオの撮影地はケープタウンで、南アフリカの国民的マラソン選手であるSibusiso Madikizelaが出演している。この曲は、後にアジアのエレクトロニック・ミュージック・コンピレーション「Billboard Electric Asia Vol. 5」にノミネートされ選出された。
2022年、アメリカ人歌手Adam Christopherとの6枚目のシングル曲「Number One」をリリース。MVは、オーストラリアのメルボルン近郊のモーターレース場であるWinton Motor Racewayで撮影された。
2022年7月、アメリカの人気歌手Chris Willisと7枚目のシングル曲「Work It Harder」をリリース。インタビューの中で、MVがロシア・ウクライナ戦争におけるウクライナを支援するための暗示であることを明らかにした。

## ディスコグラフィ

### 主なシングル
- "Paradise"（2020年）[8]
- "Fly Away"（フィーチャリング. Sonna Rele）（2021年）[11]
- "Suite No.1 In Z Major"（2021年）[19]
- "Everybody Keep Running"（フィーチャリング. Peter Forest）（2021年）[20]
- "Daisy"（フィーチャリング. Oliviya Nicole）（2021年）[21]
- "Number One"（フィーチャリング. Adam Christopher）（2022年）[22]
- "Work It Harder"（フィーチャリング. Chris Willis）（2022年）[23]
- "Waiting"（フィーチャリング. Klapse, AndyBear）（2023年）[24]
- "Mongolia"（2023年）[25]